# Kalanchoe crenata

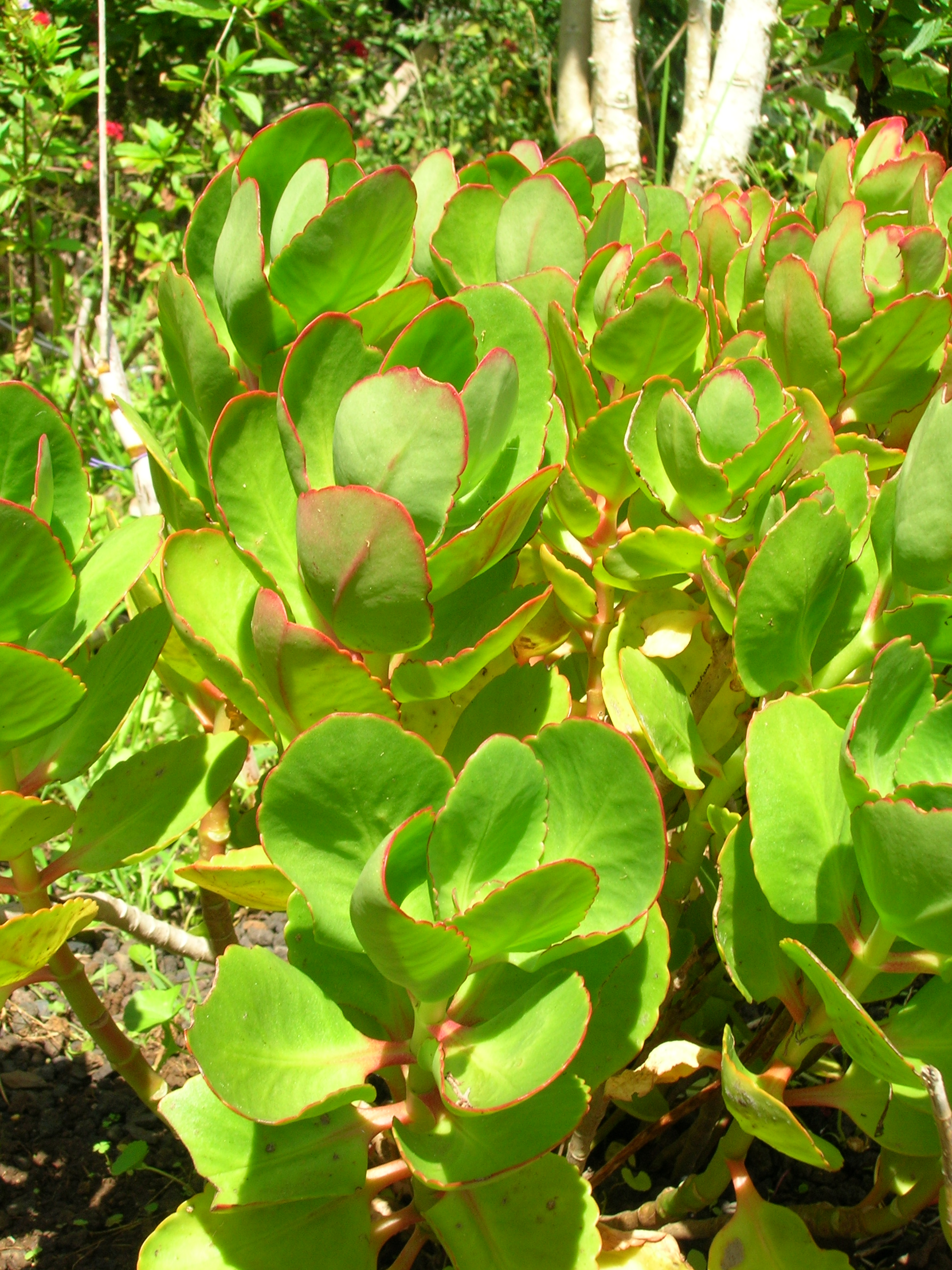
Kalanchoe crenata

Kalanchoe crenata és una espècie de planta suculenta del gènere Kalanchoe, de la família de les Crassulaceae.

## Descripció
És un arbust herbaci perenne suculent ornamental que forma d'una a diverses tiges erectes de 0,3 a 2 m d'alçada.
Té una arrel principal forta. Les tiges són erectes o ascendents, cilíndriques o obtusament quadrangulars, glabres o glabrescents cap a la base i glandular-pubescents a sobre; pèls curts, normalment no superen els 0,5 mm de llarg.
Les fulles tenen el pecíol de fins a 4 cm de llarg, aplanat i acanalat per sobre, amb ales a tot el seu llarg i lleugerament eixamplat a la base. Làmina suculenta, gruixuda coriàcia, ovada, ovada-oblonga a espatulada, normalment glabra però també peluda, de color groc a verd intens, glauca o de tonalitat variable porpra, de 4 a 30 cm de llarg i fins a 2,5 a 20 cm d'amplada; marges clarament crenats, subcrenats o de forma irregular amb dents contundents, de vegades vores vermelloses. Àpex obtús. Base cuneada.
Les inflorescències en corimbes de moltes flors, formant juntes una gran panícula arrodonida terminal, de fins a 25-30 cm de llarg, glabra o glandular-pubescent; pedicels de 2 a 6 mm.de llarg.
Les flors són llargues, tubulars rematades per quatre lòbuls grocs, taronja a vermell, acoblats per un calze de color verd clar, glabre o glandular-pubescent. Tub de 8 a 16 mm de llarg, sovint groc pàl·lid o verdós o blanquinós a sota. Sèpals lanceolats a lineals-lanceolats, de 2,2 a 8 mm. de llarg, 3 a 4 mm. d'ample, base aguda a atenuada, lleugerament cuneada. Lòbuls oblonglong-lanceolats a el·líptics, de 4 a 8 mm de llarg, 2,5 a 5 mm. d'ample, aguts, mucronats. Ovaris 4 lineal-lanceolats, de 5 a 10 mm de llarg, que acaben en estils de 2 a 4,5 mm lliures o subcuneats a la base.

## Distribució
Planta estesa a l'Àfrica tropical des de la República Centreafricana fins a Sud-àfrica, així com a Aràbia; naturalitzat a Amèrica tropical, Índia, Malàisia i Austràlia,
Creix en boscos, matolls i herbassars, majoritàriament humits, fins a 2300 m d'altitud.

## Taxonomia
Kalanchoe crenata va ser descrita per Adrian Hardy Haworth i publicada a Synopsis plantarum succulentarum ... 109. 1812.

### Etimologia
Kalanchoe: nom genèric que deriva de la paraula cantonesa "Kalan Chauhuy", 伽藍菜 que significa 'allò que cau i creix'.
crenata: epítet llatí que significa 'crenada' pel marge amb dents arrodonides de les fulles.

### Sinonímia
- Kalanchoe crenata (Andrews) Haw.
  - Cotyledon crenata (Andrews) Vent. (basiònim)
  - Kalanchoe integra var. crenata (Andrews) Cufod. (basiònim)
  - Verea crenata Andrews
  - Vereia crenata Andrews (basiònim)
- Cotyledon aegyptiaca Lamarck
  - Verea aegyptiaca Steud.
  - Vereia aegyptiaca (Lamarck) Steud.
- Cotyledon deficiens Forssk.
- Cotyledon nudicaulis Lamarck
  - Verea nudicaulis Spreng.
  - Vereia nudicaulis (Lamarck) Spreng.
- Kalanchoe afzeliana Britten
- Kalanchoe brittenii Raym.-Hamet
- Kalanchoe crenata subs. biennis R.Fern.
- Kalanchoe crenata var. coccinea (Welw. ex Oliv.) Cufod.
  - Kalanchoe coccinea Welw. ex Oliv.
- Kalanchoe crenata subs. nyassensis R.Fern.
- Kalanchoe crenata var. verea (Jacq.) Cufod.
  - Cotyledon verea Jacq.
  - Kalanchoe integra var. varea (Jacq.) Cufod.
- Kalanchoe hirta Harv.
- Kalanchoe integra var. crenato-rubra Cufod.

## Ús medicinal
Les fulles, les arrels i la planta sencera s'utilitzen amb finalitats medicinals. S'utilitza en medicina natural generalment per al tractament de mal d'orella, tos, diarrea, disenteria, abscessos, úlceres, picades d'insectes, problemes cardíacs, epilèpsia, artritis, dismenorrea, tifoide, infecció bacteriana, ferides i blancs baixos.
Advertiment: parts de Kalanchoe crenata són verinoses si s'ingereixen. Tots els membres de Kalanchoe són tòxics per al bestiar, les aus i els animals petits. Es diu que els gossos són especialment sensibles als efectes cardiotòxics de Kalanchoe.